# Lihir
A Ilha Lihir (ou Ilha Niolam ) é uma ilha da Papua-Nova Guiné, a maior do grupo insular Lihir, do qual fazem também parte as ilhas Mali, Mahur, Masahet e Sanambiet, entre outras menores. A ilha tem uma extensão de 22 x 14,5 km e fica a nordeste da província de Nova Irlanda da Papua-Nova Guiné, junto à Melanésia, a cerca de 900 km a nordeste de Port Moresby. A precipitação anual de chuvas é da ordem de 4 800 mm e as temperaturas variam entre 19 e 35ºC.
As ilhas formam um conjunto de estratovulcões basálticos que se elevam 700 m acima do nível do mar. Os vulcões não estão hoje em atividade, mas ainda pode ser percebida a presença de atividade geotérmica. A ilha Lihir está localizada num ponto da zona de subducção da placa tectônica do Pacífico com a placa do mar de Bismarck]. A dita subducção se concluiu há cerca de 10 milhões de anos com a colisão do Planalto oceânico de Java com essa subduccção.

## População
A população total nas Lihir cresceu de 12 570 em 2000 para 18 000 em 2007 (conf. Censo da Papua-Nova Guiné). São pessoas de origem melanésia e seu estilo de vida é de subsistência. Os lihirenses seguem um sistema de crenças tradicional local, embora os dados oficiais indiquem 99% de cristãos, sendo a maioria de denominação católicos. A maior parte dos povoados fica no litoral, embora se acredite que no passado o  interior das ilhas era mais povoado, mas as pessoas se mudaram para as costas convencidas pelos missionários.

## Economia
O principal recurso econômico de Lihir é sua mina de ouro, operada pela “Newcrest Mining Limited”, que apresenta uma das maiores reservas do mundo, cerca de 40 milhões de onças. A mina fica na área de maior atividade geotérmica e para poder permitir sua operação forma feitos grandes aberturas para o solo para liberar a pressão subterrânea.
Os gases de exaustão são parcialmente utilizados para operar uma usina termoelétrica de 56 MW, que abastece 75% da energia elétrica necessária à mina. Há propostas para aumentar essa capacidade geradora para alimentar toda essa mineração.
O maior assentamento em Lihir é Londolovit, onde a maioria dos trabalhadores (oriundos de outros locais) da mina vive. Os maiores recursos de compras e de saúde ficam nesse local. O hospital local  tem plenos recursos para atender a todos habitantes da ilha, locais ou estrangeiros. Uma pista com dimensão suficiente para receber jatos fica em Kunaye, ao norte de Londolovit, at Kunaye. É prevista para o caso de ocorrência de doenças tropicais, tais como as causadas por mosquitos como a malária.
A propriedade de terras segue os modelos antigos e tradicionais, com as terras pertencendo a clãs. Nesse aspecto, a sociedade é fortemente matriarcal com as propriedades sendo transmitidas pelas gerações de mulheres. As propriedades não podem ser vendidas e os direitos de uso são garantidos.